# Juegos Paralímpicos de Örnsköldsvik 1976
Los Juegos Paralímpicos de Invierno de 1976 fueron la I edición de los Juegos Paralímpicos de Invierno. La sede fue Örnsköldsvik (Suecia) del 21 al 28 de febrero de 1976. Participaron 198 atletas provenientes de 16 países en 2 deportes.

## Deportes
- Esquí alpino
- Esquí de fondo

## Delegaciones participantes
Un total de 16 países participaron en esta edición de las Paralimpiadas Invernales.
| - Alemania Oriental (GDR) - Austria (AUT) - Bélgica (BEL) - Canadá (CAN) - Checoslovaquia (TCH) - Estados Unidos (USA) - Finlandia (FIN) - Francia (FRA) | - Japón (JPN) - Noruega (NOR) - Polonia (POL) - Reino Unido (GBR) - Suecia (SWE) - Suiza (SUI) - Uganda (UGA) - Yugoslavia (YUG) |

## Medallero
| 1 | Alemania Oriental (GDR) | 10 | 12 | 6  | 28 |
| 2 | Suiza (SUI)             | 10 | 1  | 1  | 12 |
| 3 | Finlandia (FIN)         | 8  | 7  | 7  | 22 |
| 4 | Noruega (NOR)           | 7  | 3  | 2  | 12 |
| 5 | Suecia (SWE)            | 6  | 7  | 7  | 20 |
| 6 | Austria (AUT)           | 5  | 16 | 14 | 35 |
| 7 | Checoslovaquia (TCH)    | 3  | 0  | 0  | 3  |
| 8 | Francia (FRA)           | 2  | 0  | 3  | 5  |
| 9 | Canadá (CAN)            | 2  | 0  | 2  | 4  |